# 塞爾希·伊利尼茨基
塞尔希·沃洛迪米羅維奇·伊利尼茨基（羅馬化：Serhii Volodymyrovych Ilnytskyi；1970年5月20日—2023年8月22日），已故烏克蘭军人、公众人物、政治家和运动员。

## 生平
伊利尼茨基1970年5月20日出生于基輔，就读於基輔第143和168號學校。毕业于基辅防空高等工程无线电技术学校和乌克兰国立国防大学，並在利沃夫州公共管理學院获得公共管理硕士学位。
他自2014年起參與烏克蘭東部反恐行動。在顿巴斯的戰役期间，他受伤并导致残疾，後來被授予三级功绩勋章。
随着2022年俄罗斯入侵乌克兰，他再次加入了軍隊。2023年，他被任命为乌克兰志愿军副司令、第28独立机械化旅“南方”支队司令。
他在乌克兰武装部队服役共23年，以上校军衔戰死。

### 逝世
2023年8月22日，伊利尼茨基在顿涅茨克州巴赫穆特区庫爾久米夫卡村附近被發現死亡。2023年8月28日，阿哈皮特大主教在圣米迦勒金顶修道院主持了葬礼，其後被安葬於基辅的森林公墓。

## 榮譽
- 三級功績勳章

“在捍卫乌克兰国家主权和领土完整方面做出的重大个人功绩、在敌对行动中表现出的勇气、模范履行军事和公务职责、多年认真工作”
——2022年1月22日